# Franz Scholl
Franz Scholl, né le 8 janvier 1772 à Aix-la-Chapelle, mort le 3 septembre 1838 à Vérone, est un officier du génie autrichien. 

## Biographie

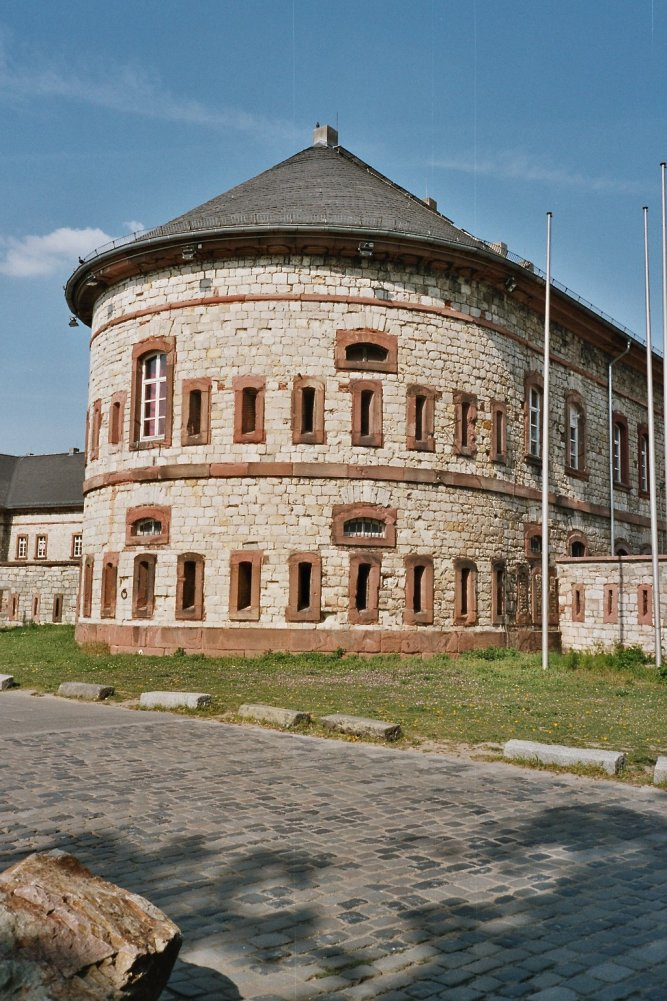
Reduit - Fortification du pont sur le Rhin.

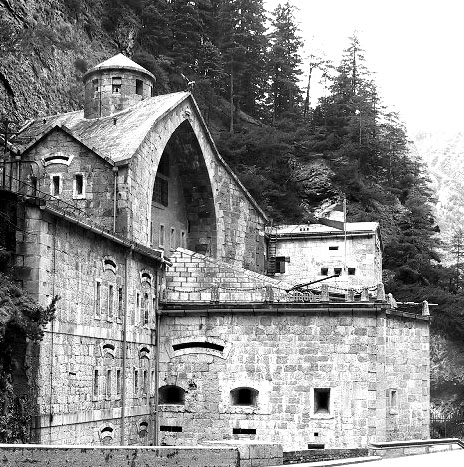
Barrage de Nauders au sud.

Franz Scholl commence sa carrière militaire en 1796. Il combat pendant 1796 et 1815 et participe à diverses campagnes en Italie, en France et en Allemagne : les campagnes du Rhin, le blocus de Venise, la bataille de Leipzig (1813), Erfurt, le bombardement de Belfort et le blocus de Besançon.
Les constructions de la place de Mayence sont exécutées exclusivement par des officiers du génie autrichiens et celle de Luxembourg par des officiers du génie prussiens ; que par conséquent à Mayence relativement a eu rétablissement les obligations du directeur du génie passeront à un officier du génie autrichien, tandis que tous les autres objets non relatifs au rétablissement des fortifications continueront à être de la compétence de l'officier du génie prussien.
Scholln spécialisé dans les fortifications défensives, fortifie la forteresse de Mayence avec une nouvelle génération de fortification perpendiculaire terre à terre à deux étages en forts détachés de conception moderne, à Mayence les forts de Weisenau, Heiligkreuz, Hartenberg et la Reduit à Cassel. 
Les forts détachés doivent s'adapter aux progrès de l’artillerie de l'époque. Le nouveau modèle de Scholl inspirera tous les forts autrichien de la confédération germanique.
La forteresse de Franzensfeste (Fortezza) est construite par Scholl avec énormes blocs de granit. Il domine la gorge au sud du lac artificiel est apparemment inexpugnable, bien qu'inoffensive. La Franzensfeste, érigée en 1833-1839 et appelée ainsi en l'honneur de l'Empereur François I d'Autriche.
En 1833, il prend le poste du directeur du génie de Vérone. Avec la domination autrichienne (1814–1866), Vérone renforce son rôle militaire. L’architecte militaire Franz Scholl répare les dommages causés par les guerres napoléoniennes, et de grands complexes militaires sont construits à l’intérieur de la ville, parmi lesquels l’impressionnant Arsenal, près du pont médiéval de Castelvecchio. Les ceintures fortifiées de Vérone sont renouvelées complètement. À l'extérieur le barrage de Nauders est construit en 1834.

## Œuvre
- « Fortifikatorisches Glaubensbekenntnis » , 1819[3]